# Świątynia IV (Tikál)

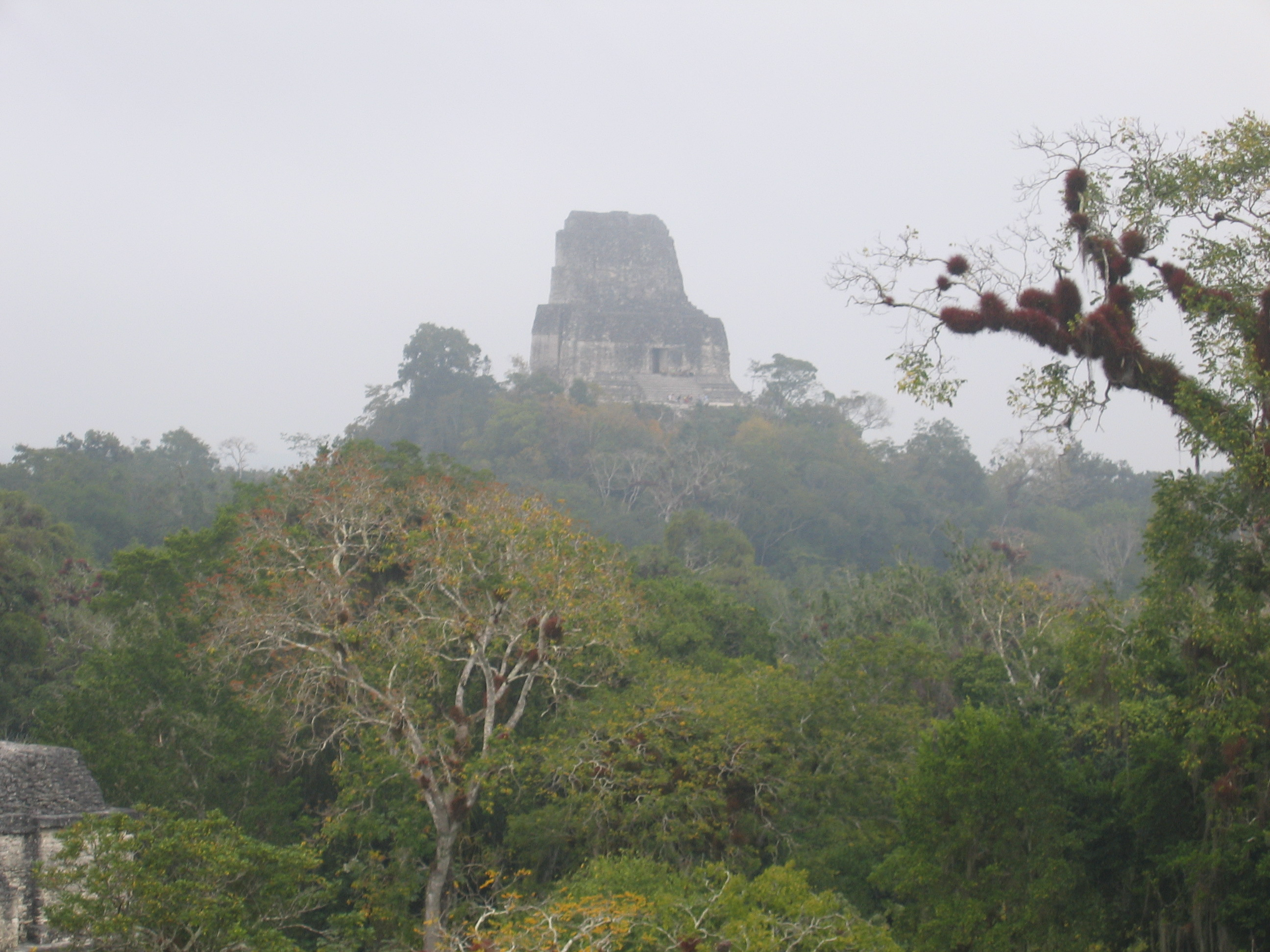
Szczyt Świątyni IV

Świątynia IV lub Świątynia Dwugłowego Węża (hiszp. Templo IV lub Templo de la Serpiente Bicéfala) – piramida schodkowa Majów położona w starożytnym mieście Tikál w Gwatemali. Wzniesiona została około 740 roku n.e. przez króla Yikʼin Chan Kʼawiila. Choć nie jest to pewne, mogła również powstać już po śmierci władcy i służyć jako jego grobowiec. Archeolodzy przypuszczają, że znajduje się on gdzieś wewnątrz budowli.  
W latach 1967–69 w ramach „Projektu Tikal” prowadzonego przez Uniwersytet Pensylwanii, odrestaurowano górną część świątyni. W drugiej połowie lat 70. przeprowadzono jeszcze dodatkowe naprawy w ramach innego projektu. Budowla nie została jednak w pełni odrestaurowana.

## Charakterystyka
Piramida zbudowana jest na dwupoziomowej, prostokątnej platformie o wymiarach 144×108 m, do której prowadzą szerokie na 44 m schody. Na niej znajduje się pierwszy z siedmiu poziomów budowli, który mierzy 88×65 m, ostatni natomiast ma wymiary 38,5×19,6 m. Kąt nachylenia ścian to 70 stopni. Jej wysokość, łącznie ze znajdującą się na szczycie świątynią wynosi 64 m, co czyni ją największą budowlą w Tikál i jedną z największych w Mezoameryce. Na szczyt prowadzą szerokie na 16 m schody. Szacuje się, że do jej budowy wykorzystano 190 000 m³ kamienia. Jej architektura jest zasadniczo podobna do innych świątyń w Tikál, takich jak Świątynia I i II.
Centralnie u podnóża budowli znajduje się gładka stela (tzw. Stela 43) i towarzyszący jej ołtarz. Na szczycie budowli wznosi się masywna świątynia o grubości ścian wynoszących 12 m. Zdobiący ją „grzebień” ma prawie 13 m wysokości, choć sądzi się, że pierwotnie był trochę wyższy. Ponieważ jego ciężar jest ogromny, zmniejszono go poprzez wydrążenie wewnątrz pomieszczeń.

### Świątynia

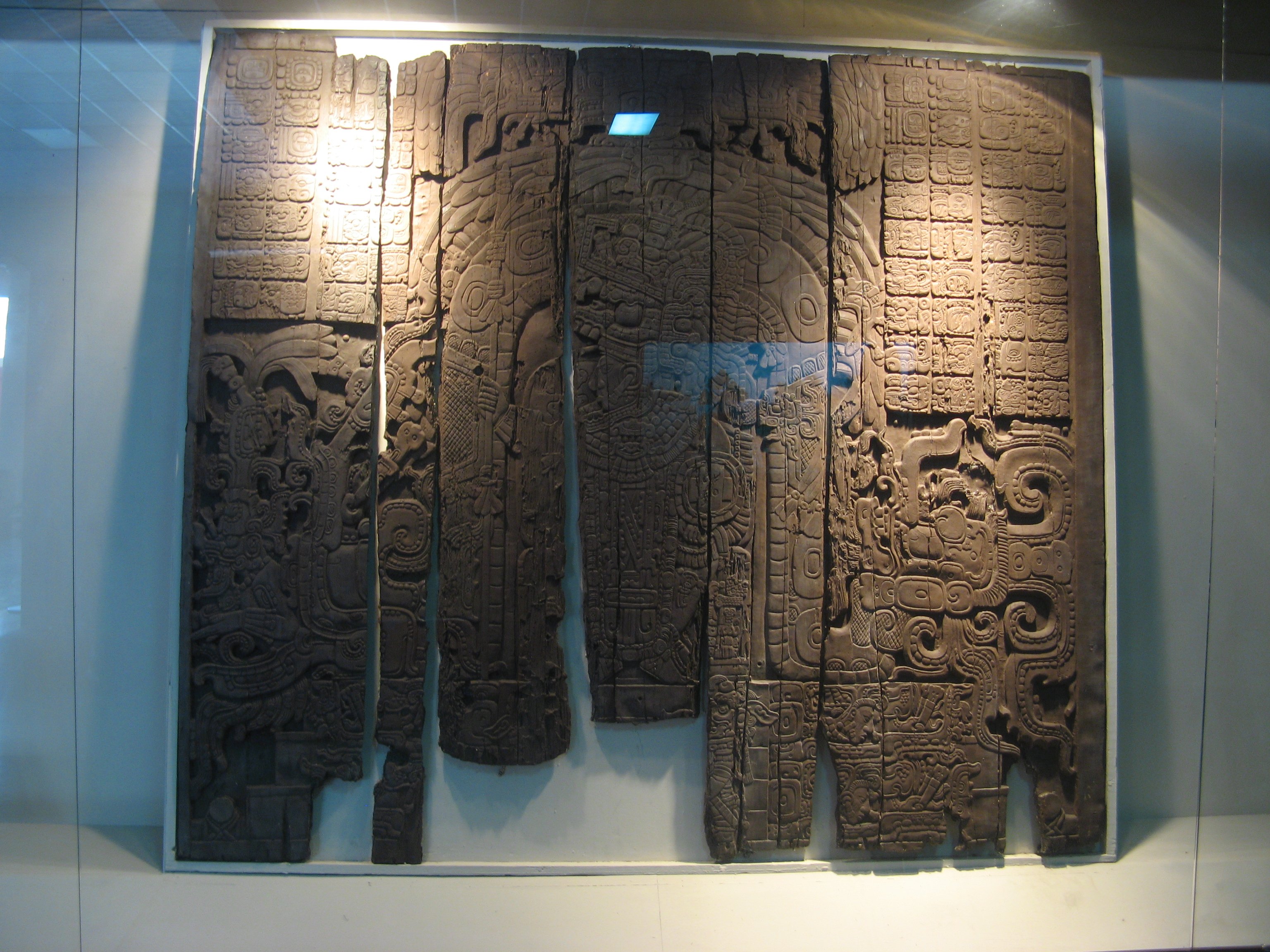
Nadproże numer 3

Na szczycie piramidy znajduje się Świątynia Dwugłowego Węża, od której wzięła się nazwa całej budowli. Mierzy ona 31,9×12,1 m długości oraz 8,9 m wysokości, bez „grzebienia” znajdującego się na dachu. Jej zewnętrzne, pionowe ściany wyraźnie kontrastują z resztą konstrukcji, która jest pochylona. Nad nimi znajdują się trzy ogromne kamienne mozaiki. Centralna z nich jest nad wejściem, a pozostałe po północnej i południowej stronie fasady budynku.
Wewnątrz świątyni znajdują się trzy niewielkie pomieszczenia. Nad wejściem do każdego z nich umieszczone były bogato zdobione drewniane nadproża (wyjątek stanowiło nadproże wejściowe z zewnątrz, które było gładkie). Ponieważ wykonano je z twardego i ciężkiego drewna pigwicy właściwej, które łącznie ważyły około 1120 kg, dach i „grzebień” świątynie wzniesiono dopiero po umieszczeniu ich na miejscu. W 1877 roku Gustav Bernoulli zabrał dwa nadproża do Szwajcarii i dziś można je oglądać w Muzeum Etnograficznym w Bazylei.
Jedno z nich oznaczone numerem 3 mierzy 1,76×2,05 m i przedstawia relief z królem Yik'in Chan K'awiilem, który siedzi pod łukiem niebiańskiego węża. Wyrzeźbiono je, by upamiętnić zwycięstwo władcy Tikál nad miastem El Perú w 743 roku.